# A Águia

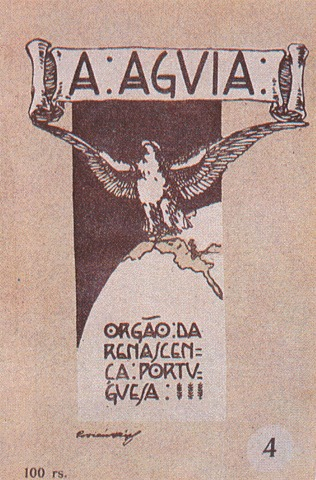
Capa do n.º 4 (1912) de A Águia, órgão da Renascença Portuguesa.

A Águia foi uma revista bimensal, e depois mensal, de literatura, arte, ciência, filosofia e crítica social, que se publicou no Porto, entre 1910 e 1932, como órgão do movimento de acção sócio-cultural autodenominado a Renascença Portuguesa. O período mais fecundo da revista correspondeu aos anos de 1912 a 1916, quando o movimento renascentista estava no seu auge e se publicou a segunda série das quatro distintas que se podem distinguir ao longo da vida daquele periódico. Apesar de ter tido vários directores, a maior parte dos números foi publicada sob a orientação de Teixeira de Pascoaes, considerado o seu vulto máximo e teorizador do saudosismo metafísico que inspirou boa parte da produção literária ali publicada. A revista tinha a particularidade de apenas aceitar para publicação material inédito em Portugal.
A revista iniciou a sua publicação em Dezembro de 1910 descrevendo-se como quinzenal ilustrada de literatura e crítica, tendo como director e proprietário Álvaro Pinto. A partir de 1912 passou a ser propriedade da Renascença Portuguesa, descrevendo-se como seu órgão, e tendo como director Tércio de Miranda. Ao longo do período de 1912 a 1932 foram também directores: Teixeira de Pascoaes, António Carneiro, Leonardo Coimbra, Teixeira Rego, Hernâni Cidade, Adolfo Casais Monteiro, Sant'Anna Dionísio, Aarão de Lacerda e Delfim Santos.
A revista exerceu uma profunda influência estética e ideológica sobre boa parte da intelectualidade portuguesa do primeiro quartel do século XX, congregando sob o ideal comum do nacionalismo literário diferentes tendências. No entanto, nela publicaram também os adeptos de um programa renascentista concorrente do de Pascoaes, programa de feição mais cosmopolita e racionalista e cujas figuras maiores serão talvez Raul Proença e António Sérgio (que depois, junto com Jaime Cortesão, Raul Brandão e Augusto Casimiro estarão na década de 1920 juntos na Seara Nova); o diferendo programático traduziu-se na famosa polémica entre Sérgio e Pascoaes em torno do saudosismo, e sua relevância para a reforma de mentalidades. Nela publicaram intelectuais de formação tão diversa como Teixeira de Pascoaes e Leonardo Coimbra, cultores do sobre-realismo e do saudosismo, o simbolista Mário Beirão, os neo-garretanos Afonso Lopes Vieira, António Correia de Oliveira, António Sérgio, Jaime Cortesão e Augusto Casimiro. Estes últimos dois abandonariam o grupo para fundar a Seara Nova, continuando ali a sua intervenção cultural.
Entre os múltiplos colaboradores incluiu-se também Alberto da Veiga Simões, cultor do impressionismo e do sarcasmo, Augusto de Santa-Rita e Ronald de Carvalho simbolistas delirantes, cultores de um estilo caricatural, fértil em sinestesias, perto do futurismo da Revista Orpheu, e Bento de Oliveira Cardoso e Castro, conhecido por Visconde de Vila Moura, decadentista cultor do reaccionismo com influências nietzschianas.
Foram características comuns da literatura publicada pela revista A Águia a preocupação musical, expressa pelas frequentes aliterações e onomatopeias, e o abuso de maiúsculas.

## Sumários (2.ª série)
SUMÁRIO DO N.º 1 – Janeiro de 1912.
LITERATURA. Renascença – Teixeira de Pascoais. O Vago, O Crepúsculo – Sonetos de Mário Beirão. Palavras antipáticas, IV estado, O Estado artista – Vila-Moura. Chanson, poesia de François Villon; Canção da despedida, tradução da poesia antecedente por António Correia de Oliveira. Esta história é para os anjos – Versos de Jaime Cortesão. Uma fala de espíritos – Leonardo Coimbra. O Pucarinho – Versos de Afonso Lopes Vieira. Quinta das lágrimas, Fonte dos Amores – Sonetos de Augusto Casimiro. Misticismo da Carne – Sonetos de Afonso Duarte. Sonetos – João de Deus Ramos. ARTE. Árvores de Portugal – Estudo de Copa de Cedro – Cervantes de Haro. Retrato de R. C. – António Carneiro. Moço de Esquina – Leal da Câmara. Vinhetas de Cervantes de Haro e Luís Felipe. SCIÊNCIA, FILOSOFIA e CRÍTICA SOCIAL. Pedro Nunes e a Álgebra – Augusto Martins. Da Liberdade e seus detentores – Martins Manso. NOTAS e COMENTÁRIOS. A ideação de Oliveira Martins – António Sérgio. BIBLIOGRAFIA – Teixeira de Pascoais. 
SUMÁRIO DO N.º 5  (2.ª Série) – Maio de 1912.
LITERATURA. Na Cela de San Yuste – Teófilo Braga. Pão Nosso – Sonetos de António Correia de Oliveira. Le Verbe – Versos de Philéas Lebesgue. Autógrafo – Almeida Garret. Cartas inéditas, VIII) – Camilo Castelo Branco. Reincidindo – Fernando Pessôa. Adivinhos de Água – Sonetos de Nuno de Oliveira. A Epopeia dos Maltezes – Versos de Mário Beirão. Côres Espirituais – Versos de Augusto Santa Rita. Sic Itur ad Astra – Versos de Henrique Rosa. ARTE – Júlio Vaz – Veiga Simões. As nossas Indústrias de Arte, I – António Arroio. Mulheres artistas – Carlos Parreira. Autógrafo – Rosssini. Quelha minhota sob carvalheiras – Cervantes de Haro. A Arte e a Indústria – António Carneiro. Velha – Júlio Vaz. Vinhetas de Cervantes de Haro. Capa de Correia Dias. SCIÊNCIA – A Matemática e a Realidade – Leonardo Coimbra. NOTAS e COMENTÁRIOS – Revista Bibliográfica – Teixeira de Pascoais. 